# Tank (distrikt)

Tanks läge inom Khyber Pakhtunkhwa.

Tank eller Tonk (pashto: ټنک) är ett distrikt i pakistanska provinsen Khyber Pakhtunkhwa (tidigare Nordvästra Gränsprovinsen). Huvudort är staden Tank.
Tank var tidigare en Tehsil i distriktet Dera Ismail Khan, och gränsar till distrikten Lakki Marwat, Dera Ismail Khan och Södra Waziristan.

## Administrativ indelning
Distriktet är indelat i en enda Tehsil med samma namn som distrtiket, Tank.